# 삼산관령
삼산관령(일본어: 三山管領)은 에도 시대의 궁문적 중 하나로서 3대 사찰(우에노 간에이지, 닛코 린노지, 히에이산 엔랴쿠지)의 지주이며 일본 천태종의 종정이었다. 궁가 또는 황자가 부임했기 때문에 높여서 삼산관령궁(일본어: 三山管領宮), 한문교양인들 사이에서는 동예대왕(일본어: 東叡大王 토에이다이오오[*])이라고 불렀다.
삼산관령 직책은 교토의 천황이 반막부 세력에게 장악되어 토막운동을 일으켜 도쿠가와씨가 조적(조정의 역적)이 되는 것을 방지하기 위해, 유사시 대립천황으로 옹립될 수 있는 황족을 에도 한복판에 둔 막부의 전략이었다고 생각된다. 그러면 조정 대 조적의 프레임을 조정 대 조정의 프레임으로 전환하여 정치적 정당성을 얻을 수 있기 때문이다. 실제로 막말 보신 전쟁 때 동예대왕이었던 기타시라카와노미야 요시히사 친왕이 "토부(東武) 천황"을 칭하고 대립천황을 주장했다.